# 羅紫菱
羅紫菱，台灣新聞主播，英國新堡大學口筆譯研究所畢業，前年代新聞台兼任主播，並同時任職年代新聞台國際中心資深編譯，多次擔任國際新聞事件同步口譯，包括：2004年美國總統大選辯論會、2005年美國總統布希國情咨文、2005年奧斯卡金像獎及金球獎等，2006年9月30日離職，轉任專職口譯。2008年加入新加坡新傳媒集團(MediaCorp News Group)英文新聞頻道Channel NewsAsia，擔任台灣特派記者。

## 學歷
- 英國新堡大學口筆譯研究所

## 經歷
- 年代新聞台兼任主播。
- 年代新聞台國際中心資深編譯。
- 2008年加入新加坡新傳媒新聞集團(MediaCorp News Group)旗下的亚洲新闻台，擔任台灣特派記者。